# Josep Abelló Pascual
Josep Abelló Pascual (Reus, 1 de maig de 1901 – Madrid, 20 d'agost de 1964) fou un metge tisiòleg, germà de Joan Abelló Pascual.
Després dels estudis de batxillerat es traslladà a Madrid a estudiar medicina, i es pagà la carrera treballant a telègrafs. Interessat en la biologia, realitzà treballs al laboratori d'investigacions biològiques de la Universitat de Madrid, on va conèixer Ramón y Cajal, que el va fer entrar a la institució Velasco i es dedicà a la histopatologia i a l'estudi de la tuberculosi sobre la qual publicà diversos estudis entre el 1930 i el 1950 que tingueren importància en la medicina europea. Alguns dels seus treballs els publicà en llengua alemanya, que coneixia per haver estat becat a aquell país per a ampliar estudis, i que li donà prestigi internacional. Passà al bàndol franquista a inicis de la guerra civil i muntà un servei de tòrax a l'hospital de Valladolid per a diagnosticar malalties pulmonars. Va ser cap d'investigació de l'Escola de malalties del tòrax a Madrid i membre de la Real Academia de Medicina.